# 法律救济
法律救濟，又稱司法救濟或司法補救等，是法院通常在行使民法管轄權時行使權利、施加處罰或發出另一法庭判令以強加其意志，以對個體遭不法行為侵害的狀況作出補償。
在普通法司法管轄區和民法及普通法混合司法管轄區，救濟法區分法律救濟（如特定金額的金錢損害賠償）和衡平法救濟（英語：Equitable remedy，如禁制令救濟或特定履行）。在這些系統中可用的另一種補救措施是宣告性救濟（英語：Declaratory relief，源自宣告性判決，英語：Declaratory judgment），其中法院確定當事方的民事訴訟權利，而無需判給損害賠償或命令衡平法救濟。在具體案件中適用的法律救濟類型取決於不法行為的性質及其責任。
在美國的法律體系中，存在一種傳統形式的司法補救措施，用於對抗新聞報導引起的陪審員偏見。美國憲法第一修正案禁止政府審查和限制言論自由，這使得不斷擴大的新聞媒體可以影響法律程序。大眾媒體與法律體系之間的糾纏關係，對保障刑事被告獲得公正審判的權利的美國憲法第六修正案提出了挑戰。審判層面的救濟措施到位，避免審判前的宣傳影響審判的公正性。為盡量減少庭前宣傳的影響，法官可採用的司法救濟有六種：預先審查、變更審判地（英語：Change of venue）、變更罪名（英語：change of veniremen）、延續（英語：Continuance）、告誡（英語：Admonition）、財產扣押。
在英國和美國的判例中，有一條法律格言（儘管有時在違反時仍受尊重）：對於每一項權利，都有補救措施；沒有補救辦法，就沒有權利；也就是說，立法者聲稱提供適當的補救措施來保護權利。這條法律格言首先由威廉·布萊克斯通 (William Blackstone) 闡述：“這是英格蘭法律中一項固定不變的原則，即每項被剝奪的權利都必須有補救措施，每項傷害都必須得到適當的補救”。 除了英國和美國，法律救濟是一個在各個國家的法律體系中廣泛使用的概念，儘管方法不同。

## 不同地區的法律救濟

### 奧地利和瑞士
在奧地利和瑞士，法律救濟一詞用於對（司法或行政）決定提出的爭議。 在國家責任法（德語：Staatshaftungsrecht）中，有針對法院判決的上訴、修改和投訴，以及針對官方行為的所有其他法律補救措施，這些補救措施適用於避免被投訴的官方行為及其造成的損害。 這還包括提醒、反陳述、反對行政行為和行政投訴。

## 行政行為救濟
行政部門在執法過程或行使職權侵害了公民的權益時，公民有權要求國家機關予以補救。

### 中華人民共和國行政行為救濟途徑
在中華人民共和國，法律救济有行政复议、行政诉讼、民事诉讼、刑事诉讼、国家赔偿、申诉信访等途径。